# Paradis (Luisiana)
Paradis es un lugar designado por el censo (en inglés, census-designated place, CDP) situado en la parroquia de St. Charles, Luisiana, Estados Unidos. Según el censo de 2020, tiene una población de 1242 habitantes.

## Geografía
La localidad está ubicada en las coordenadas 29°51′59″N 90°26′24″O / 29.86639, -90.44000. Según la Oficina del Censo, tiene una superficie total de 17.27 km², de los cuales 16.65 km² corresponden a tierra firme y 0.62 km² están cubiertos de agua.

## Demografía
Según el censo de 2020, hay 1242 personas residiendo en la localidad. La densidad de población es de 74.59 hab./km². El 80.84% de los habitantes sonblancos, el 5.64% son afroamericanos, el 1.53% son amerindios, el 0.97% son asiáticos, el 0.08% es isleño del Pacífico, el 3.30% son de otras razas y el 7.65% son de una mezcla de razas. Del total de la población, el 9.18% son hispanos o latinos de cualquier raza.